# Callida viridicollis
Callida viridicollis är en skalbaggsart som beskrevs av Leconte. Callida viridicollis ingår i släktet Callida och familjen jordlöpare. Inga underarter finns listade i Catalogue of Life.